# Wild Diamond
Wild Diamond (fransk: Diamant brut) er en fransk film fra 2024, der er instrueret af Agathe Riedinger. Filmen er Riedingers spillefilmdebut og er en coming-of-age-film om den 19-årige Liane, spillet af Malou Khebizi, og hendes forsøg på at finde sin plads i verden.

## Handling
Filmens hovedperson er den 19-årige Liane (spillet af Malou Khebizi), som har udfordringer med at finde sig selv i en verden, hvor skønhed og berømmelse fylder det meste. Filmen foregår i byen Fréjus i det sydlige Frankrig og skildrer de komplekse forhold mellem Liane, hendes mor og søster – og ikke mindst Lianes jagt efter anerkendelse. Lianes erklærede mål er at blive den franske Kim Kardashian. Da Liane beslutter sig for at deltage i en prøveoptagelse til realityshowet "Miracle Island", kolliderer hendes drømme og virkeligheden, og en ny kurs i hendes liv afstikkes.

## Medvirkende
- Malou Khebizi som Liane
- Idir Azougli som Dino
- Andréa Bescond som Sabine
- Ashley Romano som Alicia
- Alexis Manenti som Nathan
- Kilia Fernane som Stéphanie

## Modtagelse

### Filmfestivaler
Filmen havde sin verdenspremiere ved filmfestivalen i Cannes, hvor den deltog i hovedkonkurrencen. På festivalen vandt hovedrolleindehaveren Malou Khebizi prisen som bedste kvindelige skuespiller for sin præstation i filmen. Ved filmfestivalen i Locarno vandt filmen publikumsprisen.

### Danmark
Filmmagasinet Ekko gav filmen fire stjerner og skrev, at den var et rørende drama om en fattig teenagepiges drøm om rigdom og berømmelse, og  at den bevægede sig overbevisende mellem den håndholdte socialrealisme og glamourøse tableauer. Berlingske tildelte også filmen fire stjerner. Avisen sammenfattede filmens historie med ordene "Kunstige bryster er en investering, der skal give afkast, og en klog pige ved, at hun må spille dum for at komme frem i verden. Men hvem har magten?"

### USA
På det amerikanske websted Rotten Tomatoes, der opsummerer amerikanske mediers filmanmeldelser, var 79 % af de 24 indsamlede anmeldelser positive med en gennemsnitlig vurdering på 5,8 ud af 10 mulige point.